# Sallapadan
Sallapadan (Bayan ng Sallapadan, Abra) är en kommun i Filippinerna. Kommunen ligger på ön Luzon, och tillhör provinsen Abra. Folkmängden uppgår till 6 370 invånare.
Sallapadan är indelat i 9 barangayer.